# Papilio menatius
Espèce
Papilio menatius est une espèce de lépidoptères qui appartient à la famille des Papilionidae, à la sous-famille des Papilioninae et au genre Papilio.

## Dénomination
Papilio menatius a été décrit par Hübner en 1819 sous le nom de Calaides menatius.
Synonymes : Papilio aristeus ; Rothschild et Jordan, 1906, Pyrrhosticta menatius; Pterourus menatius.

## Sous-espèces
- Papilio menatius menatius présent  au Surinam et en Guyane.
- Papilio menatius cleotas Gray, 1832 ; au Brésil et en Argentine.
- Papilio menatius coelebs Rothschild & Jordan, 1906 ; au Pérou.
- Papilio menatius coroebus C. & R. Felder, 1861 ; en Colombie et au Venezuela.
- Papilio menatius ctesiades Rothschild & Jordan, 1906 ; au Brésil et au Pérou.
- Papilio menatius eurotas C. & R. Felder, 1862 ; en Équateur et au Pérou.
- Papilio menatius laetitia Butler, 1872 ; au Costa Rica et à Panama.
- Papilio menatius lemoulti Rousseau-Decelle, 1933 ; au Venezuela.
- Papilio menatius lenaeus Doubleday, 1846 ; en Bolivie et au Pérou
- Papilio menatius morelius Rothschild & Jordan, 1906 ;  au Mexique.
- Papilio menatius syndemis (Tyler, Brown & Wilson, 1994) ; en Colombie.
- Papilio menatius victorinus Doubleday, 1844 ; au Mexique et au Nicaragua.
- Papilio menatius vulneratus Butler, 1872 ; au Costa Rica[1].

## Description
Papilio menatius est un grand papillon d'une envergure de 95 mm à 110 mm noir orné de lignes de marques jaune, une ligne submarginale de traits jaune aux antérieures, deux aux postérieures, doublées d'une ligne de taches jaunes plus ou moins confluentes avec des variations.
La sous-espèce Papilio menatius menatius présente en Guyane est noire avec des taches blanches au centre des ailes antérieures et aux ailes postérieures une ligne submarginale de traits rouges doublées d'une ligne de taches en partie rouge et en partie blanche

## Biologie

### Plantes hôtes
La plante hôte de sa chenille est Persea americana.

## Écologie et distribution
Il réside dans le sud de l'Amérique du Nord et dans une grande partie de l'Amérique du Sud. Il est présent au Mexique, au Nicaragua, au Costa Rica, à Panama, en Équateur, au Surinam, en Guyane, en Colombie, en Bolivie, au Venezuela, en Argentine, au Brésil et au Pérou.

### Biotope
En Équateur, Papilio menatius est présent en altitude.

### Protection
Pas de statut de protection particulier.